# Casca (kommun)
Casca är en kommun i Brasilien.   Den ligger i delstaten Rio Grande do Sul, i den södra delen av landet, 1 500 km söder om huvudstaden Brasília. Antalet invånare är 8 648.
I omgivningarna runt Casca växer huvudsakligen savannskog. Runt Casca är det ganska glesbefolkat, med 35 invånare per kvadratkilometer.